# Скротопластика
Скротопластика (орхеопластика) — операция по восстановлению или созданию мошонки. Проводится по желанию трансгендерным и интерсекс-мужчинам или небинарным трансмаскулинным людям, обычно в сочетании с другими операциями, например, такими как вагинэктомия, метоидиопластика, фаллопластика.

## Процедура
При выполнении скротопластики большие половые губы рассекаются, образуя полые полости, и объединяются, образуя подобие мошонки.
Если кожи недостаточно для образования мошонки, то перед операцией хирург может использовать какое-либо расширение ткани. Это можно сделать, подложив под кожу расширители. В течение нескольких месяцев в расширители время от времени будет добавляться больше солёной воды (солевого раствора) через порт снаружи. Это помогает коже расширяться и увеличиваться в размере.
Позже в получившуюся мошонку могут быть вставлены силиконовые протезы яичек. Протезы яичек только придают необходимую форму и не способны вырабатывать спермотозоиды и тестостерон.

## Осложнения
Известные осложнения скротопластики связаны, прежде всего, с имплантатами яичек. Если они слишком большие, есть вероятность, что имплантаты могут вызывать дискомфорт или быть причиной хронической боли. Еще одно осложнение заключается в том, что имплант может разъедать кожу мошонки, что может привести к инфицированию или образованию свищей.
Иные осложнения — это типичные осложнения, которые могут возникнуть в ходе любой операции, такие как потеря крови, инфицирование или проблемы с анестезией.